# Cristianismo en el siglo VI

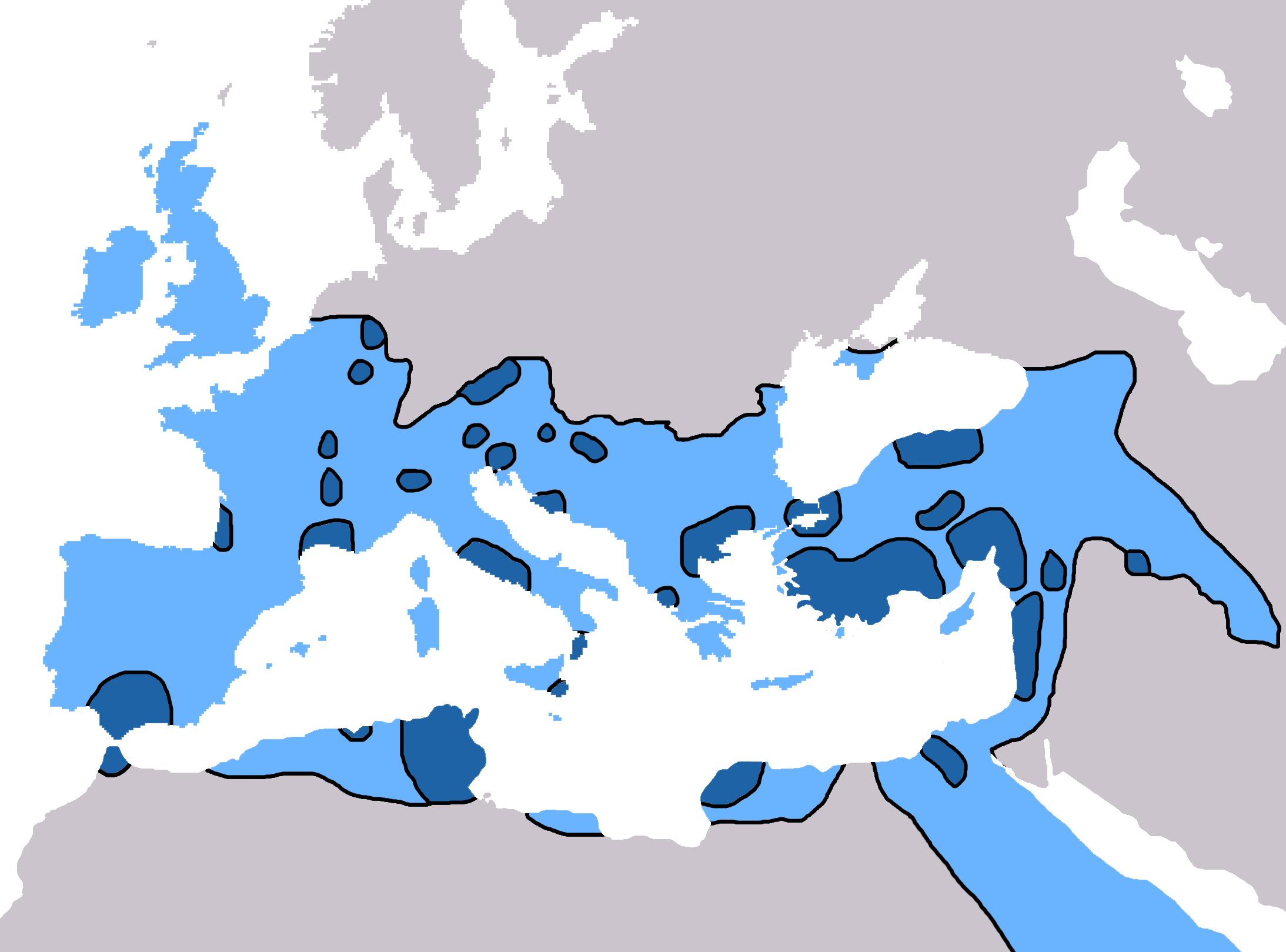
Difusión del cristianismo hasta el 325

En el cristianismo del siglo VI, el emperador romano Justiniano I lanzó una campaña militar en Constantinopla para reclamar las provincias occidentales de manos de los germanos, comenzando con el norte de África y continuando con Italia. Si bien tuvo un éxito temporal a la hora de recuperar gran parte del Mediterráneo occidental, Justiniano destruyó los centros urbanos, arruinando de manera permanente las economías en gran parte de occidente. Roma y otras ciudades fueron abandonadas. En los siglos siguientes, la Iglesia occidental, en tanto era prácticamente la única institución romana sobreviviente en occidente, se convirtió en el único vínculo que quedaba con la cultura y la civilización griegas.
En el oriente, el dominio imperial romano continuó a lo largo del período que los historiadores ahora denominan Imperio bizantino. Incluso en occidente, donde el control político imperial cayó en declive gradualmente, la cultura claramente romana continuó hasta mucho tiempo después; de esta manera, los historiadores e historiadoras de la actualidad prefieren hablar de una «transformación del mundo romano» en lugar de una «caída de Roma». El advenimiento de la Alta Edad Media fue un proceso gradual y a menudo localizado por el cual, en occidente, las áreas rurales se convirtieron en centros de poder en tanto que las áreas urbanas iban en declive. Si bien la mayoría de cristianos permanecieron en oriente, los desarrollos en occidente sentarían las bases para desarrollos importantes en el mundo cristiano durante la Baja Edad Media.

## Concilio de Constantinopla II
Antes del Concilio de Constantinopla II había una prolongada controversia sobre el tratamiento de tres asuntos, todos considerados cercanos al nestorianismo, la herejía según la cual hay dos personas separadas en la Encarnación de Cristo. El emperador Justiniano condenó los llamados Tres Capítulos, con la esperanza de apelar a los cristianos monofisitas con su celo antinestoriano. Los monofisitas creen que en el Cristo Encarnado hay una naturaleza y no dos. Los patriarcas orientales apoyaron al emperador, pero en occidente su interferencia sentó mal y el papa Vigilio se resistió al edicto imperial con el argumento de que se oponía a los decretos de Calcedonia. La política de Justiniano era de hecho un ataque a la teología de Antioquía y a las decisiones de Calcedonia. El papa asintió y condenó los Tres Capítulos, pero las protestas en occidente le hicieron retractarse de su condena. El emperador convocó el Concilio de Constantinopla II para dirimir esta controversia.
El concilio se congregó en Constantinopla en el 553, y a partir de entonces ha sido reconocido como el quinto de los primeros siete Concilios Ecuménicos. El concilio condenó ciertos escritos y autores nestorianos. Este movimiento había sido instigado por el emperador Justiniano en un esfuerzo por reconciliar a los cristianos monofisitas, pero recibió oposición en el occidente, a la vez que la aceptación del concilio por parte de los papas provocó un gran cisma.
El concilio interpretó los decretos de Calcedonia y explicó además la relación de las dos naturalezas de Jesús; también condenó las enseñanzas de Orígenes sobre la preexistencia del alma y la Apocatástasis. El concilio, al que asistieron en su mayoría obispos orientales, condenó a los Tres Capítulos e, indirectamente, al papa Vigilio. Afirmó asimismo la intención de oriente de permanecer en comunión con Roma.
El papa Vigilio declaró su sumisión al concilio, como lo hizo su sucesor, Pelagio I. El concilio no fue inmediatamente reconocido como ecuménico en occidente, y las iglesias de Milán y Aquilea rompieron incluso la comunión con Roma por este asunto. El cisma no se reparó sino hasta finales del siglo VI en el caso de Milán y hasta finales del siglo VII en el de Aquilea.

## Iglesia oriental
En la década de 530 se construyó la segunda Iglesia de la Santa Sabiduría (Hagia Sophia) en Constantinopla por órdenes de Justiniano. La primera iglesia había sido destruida durante los disturbios de Niká. La segunda Hagia Sophia se convirtió en el centro de la comunidad eclesiástica para los gobernantes del Imperio romano o, como se le llama ahora, el Imperio Bizantino.

## La teología occidental antes del Imperio Carolingio
Cuando el Imperio romano de occidente se fragmentó bajo el impacto de varias invasiones 'bárbaras', la cultura intelectual a lo largo de todo el Imperio, que había sustentado la teología patrística tardía, vio cortadas sus interconexiones. Como resultado, la teología tendió a volverse más localizada, diversa y fragmentada. El cristianismo clásico preservado en Italia por individuos como Boecio o Casiodoro era diferente del vigoroso cristianismo franco documentado por Gregorio de Tours, que era a su vez diferente del cristianismo que floreció en Irlanda y Northumbria. A lo largo de este período, la teología tendió a ser un asunto más bien monástico, floreciendo en refugios monacales en los que se podían mantener las condiciones y recursos para la educación teológica.
Entre los autores importantes de este periodo se encuentran:
- Cesáreo de Arlés (c.468-542)
- Boecio (480-524)
- Casiodoro (c.480-c.585)
- Papa Gregorio Magno (c.540-604)

## Gregorio Magno
San Gregorio I Magno fue papa desde el 3 de septiembre de 590 hasta su muerte. También se le conoce como Gregorius Dialogus (Gregorio el Dialogante) en la ortodoxia oriental en honor a los Diálogos que escribió. Fue el primero de los papas proveniente de un origen monacal. Gregorio es Doctor de la Iglesia y uno de los cuatro grandes Padres latinos de la Iglesia. De todos los papas, Gregorio Magno fue quien tuvo la mayor influencia en la iglesia medieval temprana.

## Monacato

### Benito

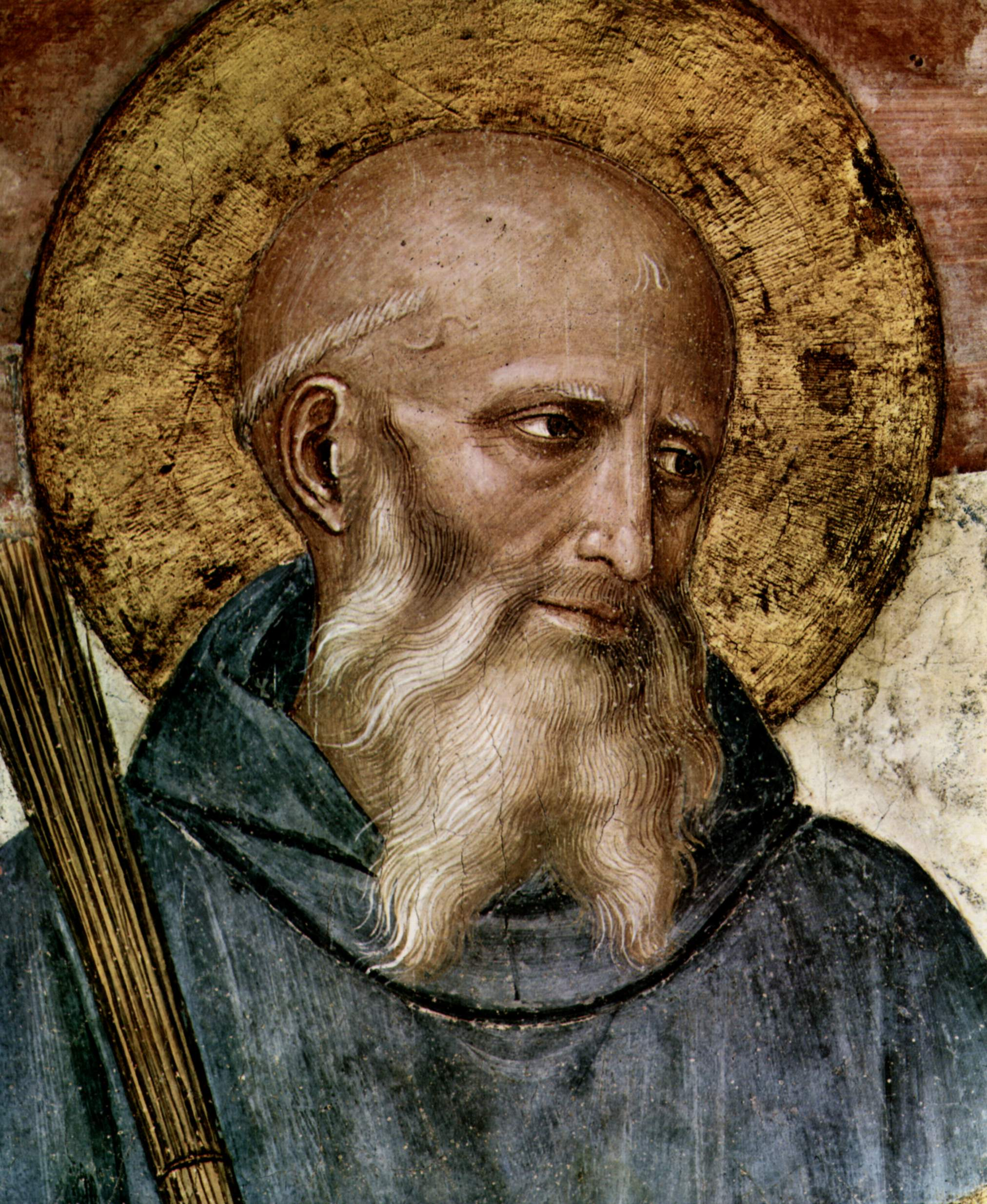
San Benito, padre del monacato occidental y autor de la Regla de San Benito. Detalle del fresco de Fra Angelico, c. – 1437-1446.

San Benito de Nursia ha sido el más influyente de los monjes occidentales. Educado en Roma, buscó prontamente la vida de ermitaño en una cueva en Subiaco, en las afueras de la ciudad. Allí atrajo seguidores con los que fundó el monasterio de Monte Cassino hacia el año 520, entre Roma y Nápoles. En el 530, escribió su Regla de san Benito como una guía práctica para la vida comunitaria monástica. Su mensaje llegó a los monasterios de toda Europa. Los monasterios se convirtieron en conductos principales de la civilización, preservando habilidades artesanales y artísticas a la vez que mantenían la cultura intelectual dentro de sus escuelas, scriptoria y bibliotecas. Funcionaron como centros agrícolas, económicos y de producción, así como focos de vida espiritual.
Durante este período, los visigodos y los lombardos se alejaron del arrianismo atraídos por el cristianismo niceno. El Papa Gregorio Magno desempeñó un papel notable en estas conversiones y reformó drásticamente las estructuras y la administración eclesiásticas que luego lanzaron esfuerzos misioneros renovados.
Se sabe poco sobre los orígenes de la primera regla monástica (Regula) importante en Europa Occidental, la anónima Regla del Maestro (Regula magistri), que fue escrita en algún lugar al sur de Roma alrededor del año 500. La regla añade elementos legalistas que no se encuentran en reglas anteriores, definiendo las actividades del monasterio, sus oficiales y sus responsabilidades en sumo detalle.

### Irlanda
El monacato irlandés mantuvo el modelo de una comunidad monástica a la vez que, como en el caso de Juan Casiano, marcaba la vida contemplativa del ermitaño como la forma más alta de monacato. Las hagiografías hablan con frecuencia de monjes (y abades) alejándose a cierta distancia de los monasterios para vivir aislados de la comunidad.
Las reglas monásticas irlandesas especifican una vida severa de oración y disciplina en la que la oración, la pobreza y la obediencia son los temas centrales. Con todo, los monjes irlandeses no temían la cultura pagana. Los monjes irlandeses tenían que aprender el latín, que era la lengua de la Iglesia, por lo que leían textos en esta lengua, tanto espirituales como seculares. Para finales del siglo VII, escuelas monásticas irlandesas atraían a estudiantes de Inglaterra y de varias partes de Europa. El monacato irlandés se expandió ampliamente, primero a Escocia y el norte de Inglaterra, y posteriormente a la Galia e Italia. Columba y sus seguidores establecieron monasterios en Bangor, en la costa nororiental de Irlanda, en Iona, una isla al noroeste de Escocia, y en Lindisfarne, monasterio que fue fundado por el monje irlandés de Iona Aidan, a petición del rey Oswaldo de Northumbria.
Columbano, un abad de una familia noble de Leinster, viajó a la Galia a finales del siglo VI junto con doce compañeros. Columbano y sus seguidores difundieron el modelo irlandés de instituciones monásticas establecido por familias nobles en el continente. Surgió toda una serie de nuevas fundaciones monásticas rurales en grandes propiedades rurales bajo influencia irlandesa, empezando por las hechas por Columbano en Fontaines y Luxeuil, con el patrocinio del rey franco Childeberto II. Tras la muerte de Childeberto, Columbano viajó al oriente a Metz, donde Teodeberto II le permitió fundar un nuevo monasterio entre los alamanes semipaganos en lo que es actualmente Suiza. Uno de los seguidores de Columbano fundó el monasterio de San Gall a orillas del lago de Constanza, mientras que Columbano prosiguió a través de los Alpes hasta el reino de los lombardos en Italia. Allí el rey Agilulfo y su esposa Teodolinda le concedieron tierras en las montañas entre Génova y Milán, donde Columbano fundó el monasterio de Bobbio.

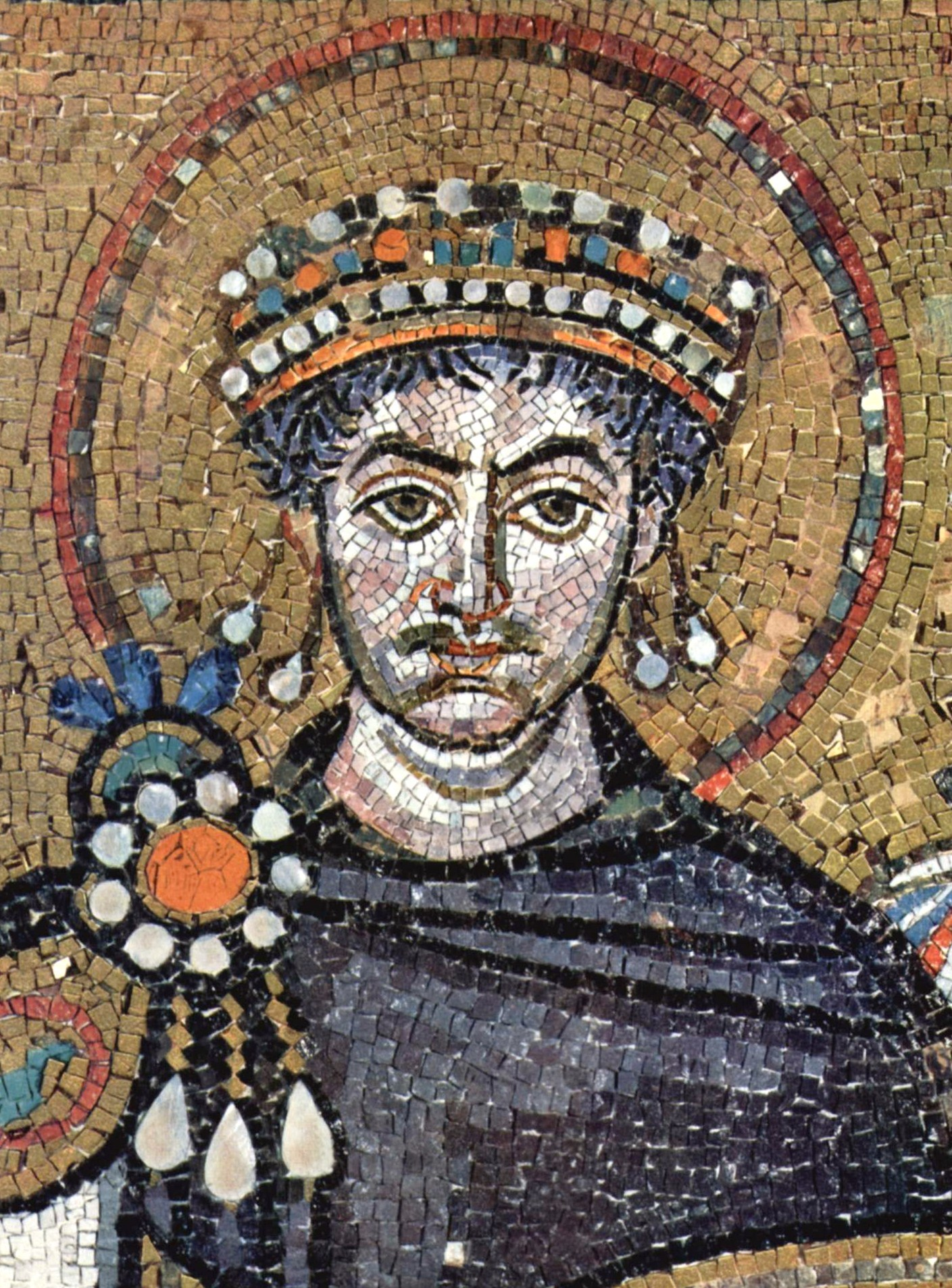
Mosaico de Justiniano I en la iglesia de San Vitale, Ravenna, Italia

## Propagación del cristianismo
A medida que las fronteras políticas del Imperio romano de Occidente se redujeron, para luego colapsar, el cristianismo se expandió más allá de las antiguas fronteras del imperio y hasta tierras que nunca habían sido romanizadas. Los lombardos adoptaron el cristianismo niceno al entrar en Italia.

### Misioneros irlandeses
Si bien Irlanda nunca había sido parte del Imperio romano, el cristianismo había llegado allí y se había desarrollado, en gran medida de manera independiente del cristianismo celta. El cristianismo se extendió desde la Britania romana hasta Irlanda, especialmente ayudado por la actividad misionera de San Patricio. Patricio había sido capturado y hecho esclavo en Irlanda, y tras su fuga y posterior consagración como obispo, regresó a la isla para llevar el Evangelio.
Los monjes irlandeses habían desarrollado un concepto de peregrinatio. Esto significaba esencialmente que los monjes habrían de dejar el monasterio y su país cristiano para hacer proselitismo entre los paganos, como expiación auto-infligida por sus pecados. Pronto, misioneros irlandeses como Columba y Columbano difundieron este cristianismo, con sus características distintivamente irlandesas, en Escocia y el continente. A partir del año 590, hubo misioneros irlandeses activos en la Galia, Escocia, Gales e Inglaterra.

### Britania anglosajona
Si bien el sur de Britania había sido una provincia romana, las legiones imperiales abandonaron la isla en 407 y la élite romana las siguió. Algún tiempo después en ese mismo siglo, varias tribus bárbaras pasaron de asaltar y saquear la isla a asentarse en ella e invadirla. Estas tribus son conocidas como los «anglosajones», predecesores de los ingleses. Los anglosajones eran completamente paganos, nunca habían sido parte del imperio romano, y si bien experimentaron la influencia cristiana de manos de pueblos circundantes, fueron convertidos al cristianismo gracias a la misión de San Agustín de Canterbury, enviada por el Papa Gregorio I.

### Francos

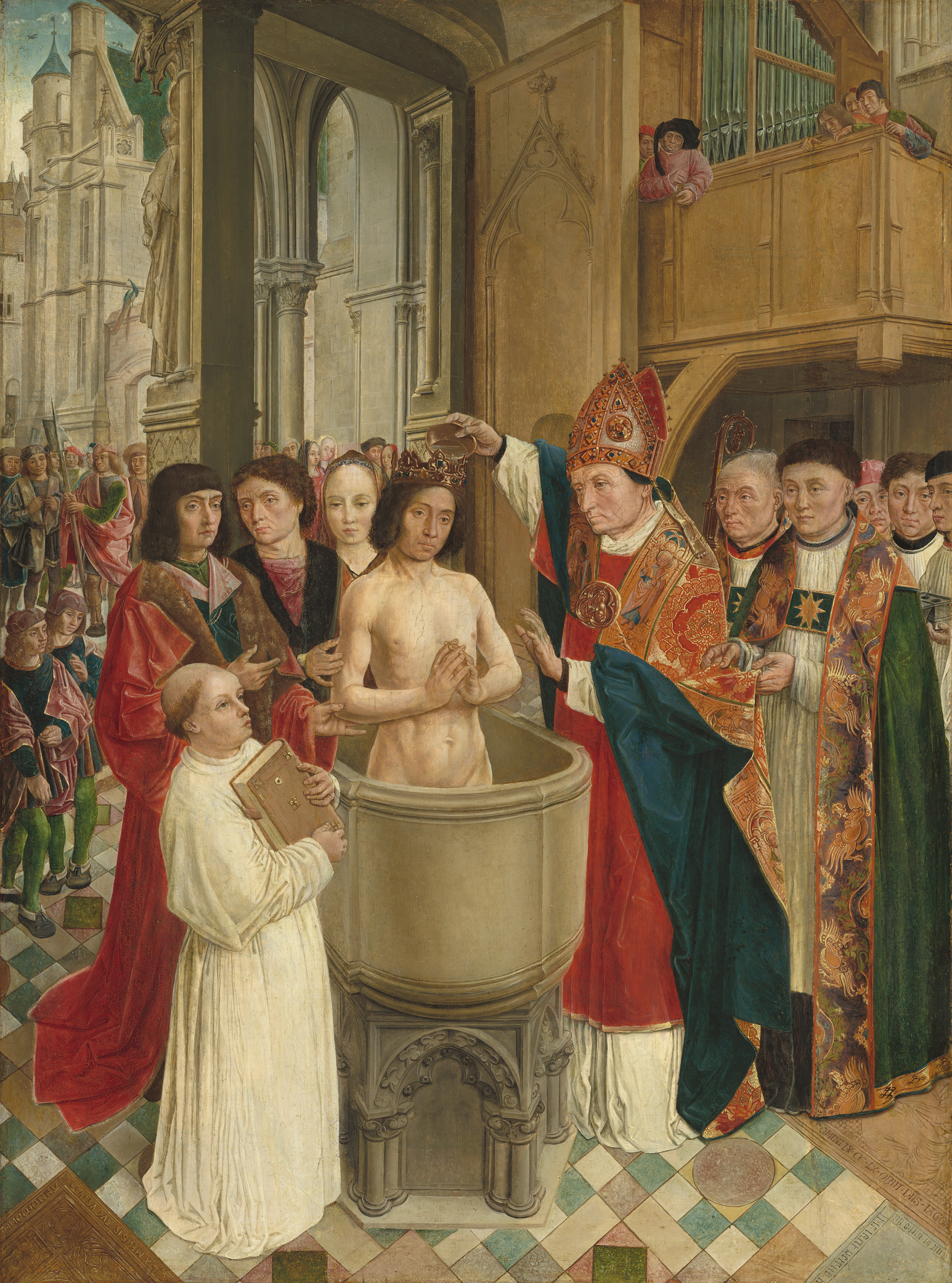
San Remigio bautiza a Clodoveo.

Los habitantes galorromanos de la Galia (Francia moderna), en su mayoría cristianos, fueron invadidos por francos germánicos a comienzos del siglo V. Los habitantes nativos sufrieron persecución hasta que el rey franco Clodoveo I se convirtió del paganismo al cristianismo niceno en el 496. Clodoveo insistió en que sus nobles hicieran lo mismo, fortaleciendo así su recién establecido reino al unir la fe de los gobernantes con aquella de los gobernados.
Los pueblos germánicos pasaron por una gradual cristianización a lo largo de la Alta Edad Media, lo que resultó en una forma única de cristianismo conocida como cristianismo germánico. Las tribus germánicas occidentales y orientales fueron las primeras en convertirse por diversos medios. No obstante, no fue sino hasta el siglo XII que los pueblos germánicos septentrionales se cristianizaron.

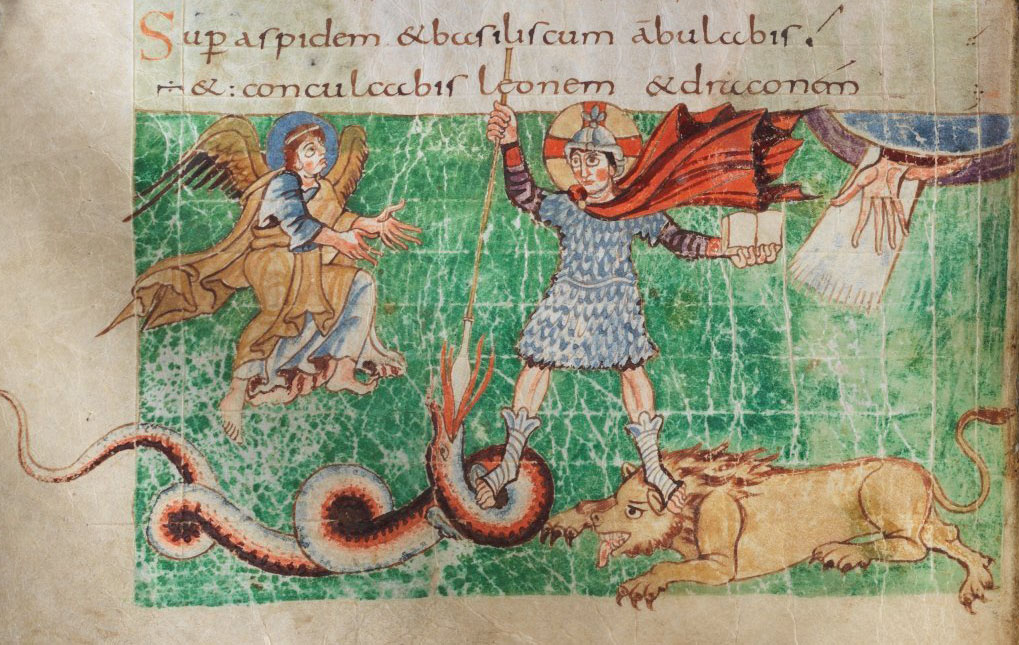
Ilustración del de Cristo como un guerrero heroico (Salterio de Stuttgart, fol. 23)

En la tradición politeísta germánica era posible incluso dar culto a Jesús al tiempo que a dioses nativos como Wodán o Thor. Antes de una batalla, un caudillo militar pagano podía orar a Jesús pidiendo la victoria, en lugar de a Odín, si esperaba recibir más ayuda de parte del Dios cristiano. Clodoveo había actuado así antes de una batalla contra uno de los reyes de los alamanes y, por lo tanto, había atribuido su victoria a Jesús. Tales ideas utilitarias fueron la base de la mayoría de conversiones de gobernantes durante este período. La cristianización de los francos sentó las bases para una cristianización adicional de los pueblos germánicos.

### Arabia
Cosmas Indicopleustes, un navegante y geógrafo del siglo VI, escribió sobre cristianos, obispos, monjes y mártires en Yemen y entre los himyaritas. En el siglo V, un comerciante de Yemen se convirtió en la ciudad de al-Hira, en el noreste, convirtiendo a muchos al cristianismo a su retorno.

### Tíbet
No hay claridad sobre cuándo llegó el cristianismo al Tíbet, pero parece probable que ya había llegado allí en el siglo VI. El antiguo territorio de los tibetanos se extendía más al occidente y al norte comparado con el Tíbet actual, y tenían muchos vínculos con las tribus túrquicas y mongolas de Asia Central. Parece probable que el cristianismo ingresó al mundo tibetano alrededor del año 549, la época de una notable conversión de los hunos blancos. Para el silglo VIII había una fuerte iglesia en el Tíbet.
Tres cruces y algunas inscripciones talladas se han encontrado en una gran roca en Tankse, Ladakh, otrora parte del Tíbet pero actualmente en la India. Estas inscripciones son del siglo XIX. La roca domina la entrada a la ciudad, en una de las principales rutas comerciales antiguas entre Lhasa y Bactria. Claramente, las cruces son  de la Iglesia del Oriente, y una de las palabras, escrita en idioma sogdiano, parece decir «Jesús». Otra inscripción en sogdiano reza que: «En el año 210 llegó Nosfarn, proveniente de Samarcanda como emisario del Khan del Tíbet». Si bien es posible que las inscripciones no tengan relación con las cruces, incluso por sí solas dan testimonio del poder y la influencia del cristianismo en esa región.

## Cronología
- 508 - Filoxeno de Mabbug comienza la traducción de la Biblia al Siríaco[12]
- 524 Boecio, filósofo cristiano romano, escribió: "Tratados teológicos", Consolatio philosophiae;
- 525 Dionisio el Exiguo define el 'Calendario cristiano (AD.)
- 529 - Benito de Nursia destruye un tempo pagano en el Monte Cassino (Italia) y construye un monasterio[13]
- 530 Dióscuro (antipapa) es elegido papa, pero muere en menos de un mes y su elección es anulada
- 530 Regla de san Benito, san Benito funda a los Benedictinos
- 535 - Los hunos heftalitas - nómadas que habitan China septentrional y Asia Central, y que eran conocidos como los hunos blancos - aprenden a leer y escribir de manos de misioneros nestorianos.
- 537-555 El papa Vigilio, involucrado en la muerte del papa Silverio, conspiró con Justiniano y Teodora, en abril 11 de 548, promulgando un Judicatum en apoyo de la anti-unión hipostática de Justiniano, es excomulgado por obispos de Cartago en 550
- 542 - Juliano de Constantinopla empieza a evangelizar Nubia, acompañado por un egipcio de nombre Teodoro[14]
- 543 Justiniano condena a Orígenes
- 544 Justiniano condena los Tres Capítulos de Teodoro de Mopsuestia (m. 428) y otros escritos de cristología de unión hipostática del Concilio de Calcedonia
- 550 San David de Gales convierte a Gales, se introduce el crucifijo
- 553 Concilio de Constantinopla II, 5° concilio ecuménico, convocado por Justiniano
- 556-561 El papa Pelagio I, escogido por Justiniano, respalda el Judicatum
- 563 Columba de Iona navega de Irlanda a Escocia a evangelizar a los pictos, establece monasterio en Iona[15]
- 569-575 - Longino, líder eclesial en Nobatia, evangeliza Aloa (en lo que es actualmente Sudán)
- 578 - Conversión al cristianismo de of An-numán III, último de los laquemidas (príncipes árabes)
- 589 III Concilio de Toledo, Recaredo I y los visigodos se convierten del arrianismo cristianismo niceno y la cláusula Filioque es añadida al credo niceno de 381
- 590-604 El papa Gregorio Magno, a quien muchos consideran como el papa más influyente de la historia, reforma la estructura y administración eclesiales y establece el Canto gregoriano, Siete pecados capitales ...
- 592 - Muerte del misionero celta/irlandés Moluag (en irlandés antiguo: Mo-Luóc)
- 591-628 Teodolinda, reina de los Lombardos, empezó su conversión gradual del arrianismo al credo niceno
- 596 San Agustín de Canterbury y un equipo de misioneros son enviados por el papa Gregorio Magno a evangelizar a los jutos. Los misioneros se asientan en Canterbury, y en cuestión de un año bautizan a 10,000 personas[16]
- 600 - Primeros colonos cristianos en Andorra (Europa suroccidental, entre Francia y España)